# Кесовогорский муниципальный округ
Кесового́рский муниципальный округ — административно-территориальная единица и одноимённое муниципальное образование (муниципальный округ) на западе Тверской области России.
Административный центр — посёлок городского типа Кесова Гора.

## География
Площадь 962 км², наименьшая среди округов области.

Округ расположен в восточной части области и граничит:
- на севере — с Сонковским округом
- на востоке — с Ярославской областью, Мышкинский район
- на юге — с Кашинским округом
- на западе — с Бежецким округом.

Основные реки — Кашинка, Корожечна.

## История
Район образован 12 июля 1929 года в составе Бежецкого округа Московской области на территории бывших Кесовской и частично Койской и Юркинской волостей Бежецкого уезда Тверской губернии.
В состав района вошли сельсоветы: Байковский, Бережайский, Борисковский, Брылинский, Васильковский, Васьковский, Воробьёвский, Гребневский, Горицкий, Далековский, Дурасовский, Дягилевский, Завидо-Горский, Золотковский, Кесовский, Лемеховский, Лисковский, Малинский, Михалёвский, Никольский, Павловский, Польцовский, Поповский, Попцовский, Порядинский, Пузырёвский, Романцевский, Скрипенский, Степандинский, Столбовский, Стрелихинский, Сутокский, Суходольский, Турынинский, Уваровский, Феневский, Чулковский и Юркинский.
23 июля 1930 года округа в СССР были упразднены и Кесовогорский район стал подчинён непосредственно облисполкому.
29 января 1935 года Кесовогорский район вошёл в состав Калининской области, в феврале 1963 года ликвидирован (территория вошла в Кашинский район), 12 января 1965 года образован вновь.

## Население
| 1939   | 1959    | 1970    | 1979    | 1989    | 2002  | 2006  | 2009  | 2010  |
| ------ | ------- | ------- | ------- | ------- | ----- | ----- | ----- | ----- |
| 29 812 | ↘20 644 | ↘13 781 | ↘11 000 | ↘10 235 | ↘9289 | ↘8700 | ↘8346 | ↘8199 |
| 2011   | 2012    | 2013    | 2014    | 2015    | 2016  | 2017  | 2018  | 2019  |
| ↗8212  | ↗8236   | ↘8129   | ↘7995   | ↘7947   | ↘7862 | ↘7774 | ↘7617 | ↘7536 |
| 2020   | 2021    |         |         |         |       |       |       |       |
| ↘7487  | ↘7442   |         |         |         |       |       |       |       |

### Урбанизация
Городское население (пгт Кесова Гора) составляет  50,34 % от всего населения района.
Гендерный состав
По данным переписи 2002 года население составило 9 289 житель (4 365 мужчин и 4 924 женщины).

### Национальный состав
По итогам переписи населения 2020 года проживали следующие национальности (национальности менее 0,1 % и другое, см. в сноске к строке «Другие»):
| Национальность | Численность, чел. | Доля     |
| -------------- | ----------------- | -------- |
| Русские        | 6994              | 93,98 %  |
| Киргизы        | 69                | 0,93 %   |
| Чуваши         | 33                | 0,44 %   |
| Цыгане         | 28                | 0,38 %   |
| Украинцы       | 28                | 0,38 %   |
| Узбеки         | 24                | 0,32 %   |
| Другие         | 266               | 3,57 %   |
| Итого          | 7442              | 100,00 % |

## Административно-муниципальное устройство
В Кесовогорский район, с точки зрения административно-территориального устройства области, входят 7 поселений.
Муниципальный район, в рамках организации местного самоуправления, делится на 7 муниципальных образований, в том числе одно городское и 6 сельских поселений:
| №        | Муниципальное образование        | Административный центр | Количество населённых пунктов | Население (чел.) | Площадь (км²) |
| -------- | -------------------------------- | ---------------------- | ----------------------------- | ---------------- | ------------- |
| 1e-06    | Городские поселения:             |                        |                               |                  |               |
| 1        | посёлок Кесова Гора              | пгт Кесова Гора        | 1                             | ↗3746            | 7,40          |
| 1.000002 | Сельские поселения:              |                        |                               |                  |               |
| 2        | Елисеевское сельское поселение   | деревня Елисеево       | 21                            | ↗705             | 110,46        |
| 3        | Кесовское сельское поселение     | пгт Кесова Гора        | 40                            | ↗757             | 184,75        |
| 4        | Лисковское сельское поселение    | деревня Лисково        | 22                            | ↘472             | 160,24        |
| 5        | Никольское сельское поселение    | деревня Никольское     | 30                            | ↘659             | 141,42        |
| 6        | Стрелихинское сельское поселение | деревня Стрелиха       | 34                            | ↗689             | 181,39        |
| 7        | Феневское сельское поселение     | деревня Фенево         | 27                            | ↗414             | 176,56        |

## Населённые пункты
В Кесовогорском районе 175 населённых пунктов.
| №   | Населённый пункт     | Тип                     | Население | Муниципальное образование        |
| --- | -------------------- | ----------------------- | --------- | -------------------------------- |
| 1   | Алафеево             | деревня                 | 0         | Стрелихинское сельское поселение |
| 2   | Аннино               | деревня                 | 0         | Лисковское сельское поселение    |
| 3   | Анофрики             | деревня                 | 0         | Стрелихинское сельское поселение |
| 4   | Апалиха              | деревня                 | 0         | Лисковское сельское поселение    |
| 5   | Ащерино              | деревня                 | 1         | Никольское сельское поселение    |
| 6   | Баждеры              | деревня                 | 1         | Елисеевское сельское поселение   |
| 7   | Байково              | село                    | ↘19       | Лисковское сельское поселение    |
| 8   | Бережай              | село                    | ↘1        | Стрелихинское сельское поселение |
| 9   | Березовец            | деревня                 | ↘1        | Никольское сельское поселение    |
| 10  | Бобровка             | деревня                 | 45        | Стрелихинское сельское поселение |
| 11  | Бокарево             | деревня                 | 8         | Стрелихинское сельское поселение |
| 12  | Болдырево            | деревня                 | 5         | Никольское сельское поселение    |
| 13  | Болково              | деревня                 | 1         | Кесовское сельское поселение     |
| 14  | Большая Петровка     | деревня                 | 0         | Феневское сельское поселение     |
| 15  | Большое Воробьёво    | село                    | ↘29       | Елисеевское сельское поселение   |
| 16  | Борисовские Хутора   | деревня                 | 14        | Стрелихинское сельское поселение |
| 17  | Борисовское          | село                    | ↘55       | Стрелихинское сельское поселение |
| 18  | Бровцино             | деревня                 | 1         | Феневское сельское поселение     |
| 19  | Брылино              | деревня                 | ↘116      | Феневское сельское поселение     |
| 20  | Быково               | деревня                 | 0         | Елисеевское сельское поселение   |
| 21  | Бычково              | деревня                 | 14        | Кесовское сельское поселение     |
| 22  | Вакорино             | деревня                 | 8         | Никольское сельское поселение    |
| 23  | Василисово           | деревня                 | 112       | Кесовское сельское поселение     |
| 24  | Васильково           | деревня                 | ↘0        | Кесовское сельское поселение     |
| 25  | Васильково           | деревня                 | ↘21       | Феневское сельское поселение     |
| 26  | Васино               | деревня                 | 0         | Никольское сельское поселение    |
| 27  | Васьково             | деревня                 | 64        | Никольское сельское поселение    |
| 28  | Власьево             | деревня                 | 1         | Стрелихинское сельское поселение |
| 29  | Власьево             | деревня                 | 0         | Кесовское сельское поселение     |
| 30  | Высокое              | село                    | ↘61       | Стрелихинское сельское поселение |
| 31  | Вязовец              | деревня                 | 7         | Лисковское сельское поселение    |
| 32  | Галибино             | деревня                 | 30        | Никольское сельское поселение    |
| 33  | Глинники             | деревня                 | 1         | Лисковское сельское поселение    |
| 34  | Глухово              | деревня                 | 1         | Кесовское сельское поселение     |
| 35  | Гончарка             | деревня                 | 0         | Кесовское сельское поселение     |
| 36  | Горка Золотковская   | деревня                 | 0         | Кесовское сельское поселение     |
| 37  | Горка Ширятская      | деревня                 | ↘97       | Кесовское сельское поселение     |
| 38  | Гребни               | деревня                 | 49        | Лисковское сельское поселение    |
| 39  | Григорово            | деревня                 | 1         | Никольское сельское поселение    |
| 40  | Гришкино             | деревня                 | 0         | Стрелихинское сельское поселение |
| 41  | Гущино               | деревня                 | ↘5        | Елисеевское сельское поселение   |
| 42  | Далёки               | деревня                 | ↘7        | Лисковское сельское поселение    |
| 43  | Демшино              | деревня                 | 34        | Елисеевское сельское поселение   |
| 44  | Деньково             | деревня                 | 0         | Никольское сельское поселение    |
| 45  | Деревенское          | деревня                 | 1         | Елисеевское сельское поселение   |
| 46  | Деревенька           | деревня                 | 44        | Стрелихинское сельское поселение |
| 47  | Доншаково            | деревня                 | 1         | Лисковское сельское поселение    |
| 48  | Дубово               | деревня                 | →0        | Феневское сельское поселение     |
| 49  | Дурасово             | деревня                 | 20        | Кесовское сельское поселение     |
| 50  | Душино               | деревня                 | 0         | Елисеевское сельское поселение   |
| 51  | Дягилево             | деревня                 | 1         | Кесовское сельское поселение     |
| 52  | Ежиха                | деревня                 | 0         | Стрелихинское сельское поселение |
| 53  | Елисеево             | деревня                 | ↘173      | Елисеевское сельское поселение   |
| 54  | Жданово              | деревня                 | 0         | Феневское сельское поселение     |
| 55  | Жуково               | деревня                 | 5         | Никольское сельское поселение    |
| 56  | Забелино             | деревня                 | 5         | Никольское сельское поселение    |
| 57  | Завидовская Горка    | село                    | ↘120      | Елисеевское сельское поселение   |
| 58  | Заручье              | деревня                 | 0         | Стрелихинское сельское поселение |
| 59  | Захарьино            | деревня                 | 1         | Кесовское сельское поселение     |
| 60  | Звездино             | деревня                 | 41        | Елисеевское сельское поселение   |
| 61  | Зиновка              | деревня                 | 0         | Стрелихинское сельское поселение |
| 62  | Золотково            | деревня                 | ↘0        | Кесовское сельское поселение     |
| 63  | Игнашево             | деревня                 | 8         | Стрелихинское сельское поселение |
| 64  | Игольники            | деревня                 | 9         | Кесовское сельское поселение     |
| 65  | Изоево               | деревня                 | 7         | Никольское сельское поселение    |
| 66  | Ильинское            | деревня                 | 13        | Кесовское сельское поселение     |
| 67  | Карабузино           | деревня                 | ↗40       | Никольское сельское поселение    |
| 68  | Каюшево              | деревня                 | 9         | Кесовское сельское поселение     |
| 69  | Квашонка             | деревня                 | 0         | Лисковское сельское поселение    |
| 70  | Кесова Гора          | пгт                     | ↗3746     | посёлок Кесова Гора              |
| 71  | Козлиха              | деревня                 | 8         | Феневское сельское поселение     |
| 72  | Козоево              | деревня                 | 0         | Никольское сельское поселение    |
| 73  | Коровкино            | село                    | ↘18       | Лисковское сельское поселение    |
| 74  | Коськово             | деревня                 | 80        | Стрелихинское сельское поселение |
| 75  | Коченово             | деревня                 | 11        | Никольское сельское поселение    |
| 76  | Кошелево             | деревня                 | 90        | Никольское сельское поселение    |
| 77  | Кульнево             | деревня                 | 42        | Никольское сельское поселение    |
| 78  | Кухтино              | деревня                 | 0         | Елисеевское сельское поселение   |
| 79  | Лаврово              | деревня                 | 0         | Кесовское сельское поселение     |
| 80  | Лазарьково           | деревня                 | 10        | Лисковское сельское поселение    |
| 81  | Латыгино             | деревня                 | 25        | Феневское сельское поселение     |
| 82  | Лбово                | деревня                 | 14        | Феневское сельское поселение     |
| 83  | Лбовские Хутора      | деревня                 | 24        | Феневское сельское поселение     |
| 84  | Левашово             | деревня                 | 1         | Елисеевское сельское поселение   |
| 85  | Лемехово             | деревня                 | 0         | Феневское сельское поселение     |
| 86  | Лискино              | деревня                 | 0         | Никольское сельское поселение    |
| 87  | Лисково              | деревня                 | ↗538      | Лисковское сельское поселение    |
| 88  | Лукино               | деревня                 | 34        | Кесовское сельское поселение     |
| 89  | Лукьяново            | деревня                 | 8         | Стрелихинское сельское поселение |
| 90  | Лычаново             | деревня                 | 14        | Феневское сельское поселение     |
| 91  | Максимово            | деревня                 | 12        | Лисковское сельское поселение    |
| 92  | Максимовская Горка   | деревня                 | 47        | Лисковское сельское поселение    |
| 93  | Максяево             | деревня                 | 1         | Никольское сельское поселение    |
| 94  | Малая Петровка       | деревня                 | 0         | Феневское сельское поселение     |
| 95  | Малино               | деревня                 | 7         | Стрелихинское сельское поселение |
| 96  | Мартыниха            | деревня                 | 0         | Стрелихинское сельское поселение |
| 97  | Мартыница            | деревня                 | 1         | Лисковское сельское поселение    |
| 98  | Марьино              | деревня                 | 22        | Стрелихинское сельское поселение |
| 99  | Матвеевское          | деревня                 | ↘61       | Никольское сельское поселение    |
| 100 | Матвеевское          | село                    | ↘83       | Стрелихинское сельское поселение |
| 101 | Матвеица             | деревня                 | 0         | Лисковское сельское поселение    |
| 102 | Маурино              | деревня                 | 17        | Феневское сельское поселение     |
| 103 | Медведное            | деревня                 | 1         | Стрелихинское сельское поселение |
| 104 | Мещёра               | деревня                 | 1         | Кесовское сельское поселение     |
| 105 | Мюд                  | железнодорожная станция | 1         | Елисеевское сельское поселение   |
| 106 | Мяколово             | деревня                 | 0         | Лисковское сельское поселение    |
| 107 | Нешуткино            | деревня                 | 24        | Кесовское сельское поселение     |
| 108 | Никольское           | деревня                 | ↗279      | Никольское сельское поселение    |
| 109 | Никольское           | село                    | ↘119      | Стрелихинское сельское поселение |
| 110 | Никулино             | деревня                 | 1         | Кесовское сельское поселение     |
| 111 | Ново-Борисково       | деревня                 | 1         | Стрелихинское сельское поселение |
| 112 | Ново-Введенское      | деревня                 | ↘40       | Стрелихинское сельское поселение |
| 113 | Ноздрино             | деревня                 | 0         | Лисковское сельское поселение    |
| 114 | Олочино              | деревня                 | 1         | Кесовское сельское поселение     |
| 115 | Ошейкино             | деревня                 | 1         | Никольское сельское поселение    |
| 116 | Павловское           | деревня                 | ↘31       | Никольское сельское поселение    |
| 117 | Петровское           | деревня                 | 116       | Кесовское сельское поселение     |
| 118 | Плосково             | деревня                 | 0         | Феневское сельское поселение     |
| 119 | Плющево              | деревня                 | 1         | Феневское сельское поселение     |
| 120 | Погорелка            | деревня                 | 1         | Стрелихинское сельское поселение |
| 121 | Погорелово           | деревня                 | 0         | Елисеевское сельское поселение   |
| 122 | Подолицы             | деревня                 | 7         | Стрелихинское сельское поселение |
| 123 | Подосиновка          | деревня                 | 6         | Феневское сельское поселение     |
| 124 | Подъёлки             | деревня                 | 13        | Никольское сельское поселение    |
| 125 | Полузьево            | деревня                 | 1         | Феневское сельское поселение     |
| 126 | Поповка              | деревня                 | 0         | Елисеевское сельское поселение   |
| 127 | Поповка              | деревня                 | 1         | Кесовское сельское поселение     |
| 128 | Поречье              | деревня                 | 42        | Никольское сельское поселение    |
| 129 | Порядино             | деревня                 | 6         | Феневское сельское поселение     |
| 130 | Поцепы               | деревня                 | 17        | Кесовское сельское поселение     |
| 131 | Прощи                | деревня                 | 0         | Кесовское сельское поселение     |
| 132 | Пузырево             | деревня                 | ↘0        | Лисковское сельское поселение    |
| 133 | Радухово             | деревня                 | 0         | Лисковское сельское поселение    |
| 134 | Растригино           | деревня                 | 6         | Елисеевское сельское поселение   |
| 135 | Речной               | посёлок                 | 94        | Кесовское сельское поселение     |
| 136 | Рождествено          | деревня                 | 11        | Феневское сельское поселение     |
| 137 | Ромашино             | деревня                 | 13        | Никольское сельское поселение    |
| 138 | Ростовцево           | деревня                 | 5         | Никольское сельское поселение    |
| 139 | Роща                 | деревня                 | 19        | Кесовское сельское поселение     |
| 140 | Рябиновка            | деревня                 | 12        | Стрелихинское сельское поселение |
| 141 | Селивёрстово         | деревня                 | 25        | Никольское сельское поселение    |
| 142 | Семёновское          | деревня                 | 1         | Феневское сельское поселение     |
| 143 | Смутиха              | деревня                 | 99        | Лисковское сельское поселение    |
| 144 | Софоново             | деревня                 | 5         | Кесовское сельское поселение     |
| 145 | Старо-Борисково      | деревня                 | 10        | Стрелихинское сельское поселение |
| 146 | Старово              | деревня                 | 26        | Елисеевское сельское поселение   |
| 147 | Степандино           | деревня                 | 7         | Стрелихинское сельское поселение |
| 148 | Столбово             | деревня                 | ↘62       | Кесовское сельское поселение     |
| 149 | Столбовская Горка    | деревня                 | 1         | Кесовское сельское поселение     |
| 150 | Страхиново           | деревня                 | ↗187      | Елисеевское сельское поселение   |
| 151 | Стрелиха             | деревня                 | ↘120      | Стрелихинское сельское поселение |
| 152 | Стрелки              | деревня                 | 0         | Кесовское сельское поселение     |
| 153 | Сутоки               | деревня                 | ↘1        | Стрелихинское сельское поселение |
| 154 | Суходол              | деревня                 | ↘33       | Елисеевское сельское поселение   |
| 155 | Сывороткино          | деревня                 | 0         | Феневское сельское поселение     |
| 156 | Таскаиха             | деревня                 | 12        | Кесовское сельское поселение     |
| 157 | Тетерино             | деревня                 | 0         | Кесовское сельское поселение     |
| 158 | Трясцино             | деревня                 | 1         | Никольское сельское поселение    |
| 159 | Турынино             | деревня                 | 44        | Елисеевское сельское поселение   |
| 160 | Уварово              | деревня                 | 0         | Елисеевское сельское поселение   |
| 161 | Усаты                | деревня                 | 5         | Феневское сельское поселение     |
| 162 | Фёдово               | деревня                 | 1         | Кесовское сельское поселение     |
| 163 | Федорищи             | деревня                 | 0         | Стрелихинское сельское поселение |
| 164 | Федцово              | деревня                 | ↘108      | Феневское сельское поселение     |
| 165 | Фенево               | деревня                 | ↘86       | Феневское сельское поселение     |
| 166 | Филино               | деревня                 | 0         | Лисковское сельское поселение    |
| 167 | Фролово              | деревня                 | 39        | Кесовское сельское поселение     |
| 168 | Фролово Золотковское | деревня                 | 0         | Кесовское сельское поселение     |
| 169 | Хорышово             | деревня                 | 36        | Кесовское сельское поселение     |
| 170 | Чириково             | деревня                 | 24        | Кесовское сельское поселение     |
| 171 | Чулково              | деревня                 | 0         | Феневское сельское поселение     |
| 172 | Ширятино             | деревня                 | ↘0        | Кесовское сельское поселение     |
| 173 | Юркино               | деревня                 | 0         | Феневское сельское поселение     |
| 174 | Якирево              | деревня                 | 1         | Никольское сельское поселение    |
| 175 | Якшино               | деревня                 | 5         | Стрелихинское сельское поселение |

## Экономика
На 1.01.1992 в Кесовогорском районе было 14 колхозов и 4 совхоза.
Промышленность Кесовой Горы была связана с переработкой сельхозпродукции. Имелись хлебокомбинат, молочный завод, мясоперерабатывающее предприятие, льнозавод.

## Транспорт
Междугородные автобусные маршруты до Москвы, Санкт-Петербурга, Твери, Кашина, Бежецка. Железнодорожное сообщение от станции Кесова Гора осуществляется пассажирским поездом «Москва—Рыбинск» и пригородным поездом «Сонково—Савёлово».
Главная автодорога в районе «Кашин—Кесова Гора—Бежецк». Дорога на Кашин ведёт непосредственно из центра посёлка (ул. Московская). По ней также можно попасть в Калязин, Углич, Сергиев Посад, Талдом, Москву. Состояние дороги можно оценить как хорошее. Чтобы выехать на Бежецк необходимо двигаясь по Московской улице, через квартал после площади у памятника героям ВОВ повернуть налево на улицу Колхозная на Т-образном перекрёстке. Направо же, через улицу Советская, ведёт местная дорога до сёл Василисово и Федово, а её ответвление через улицу Грачи — до сёл Петровское и Дурасово. Дорога в Бежецк хоть и довольно разбитая, но вполне приемлема для движения, особенно учитывая ремонт покрытия в Бежецком районе летом 2000 года. Другая местная дорога до сёл Никольское, Брылино, Маурино начинается от переезда при выезде на Кашин и уходит влево. От площади у районной администрации (со стороны Кашина направо) по улице Старовокзальной мимо ж/д вокзала можно также попасть на дорогу в Дурасово. Последняя дорога ответвляется от улицы Московская (у автостанции) влево (если ехать со стороны Кашина), и ведёт через улицы Кооперативная и Полевая в Завидовскую Горку. Улицы Советская и Старовокзальная соединёны друг с другом улицей Ленинградская, дублирующей улицу Московская. В посёлке установлены указатели, рекомендующие транзитный проезд именно по этой своего рода объездной административного центра, однако никто не запрещает проезжать Кесову Гору и по Московской улице. Также строится объездная и непосредственно с Бежецкой дороги по улице Алелюхина мимо Полевой и Кооперативной улиц на Кашинскую (к переезду). При въезде со стороны Бежецка, указатели на Кашин висят именно на эту дорогу, построенную в 2009 году.  Дорога в хорошем состоянии, тем не менее, большинство водителей едут через центр, что не возбраняется. Водителю, не знакомому с географией посёлка, заведомо стоит ехать через центр, не обращая внимания на указатели.

## Достопримечательности
- Грушецким долгое время принадлежало село Байково (поместье в нём и село были жалованы ещё Карпу Евстафьевичу Грушецкому в XVI веке, со множеством других сёл и деревень), где Грушецкими была построена усадьба в конце XVIII — начале XIX вв. и каменная церковь. Позднее усадьба принадлежала основателю Московского университета и Петербургской Академии художеств, фавориту императрицы Елизаветы Петровны, Ивану Ивановичу Шувалову. Позже усадьба перешла к Штюрмерам, чьи потомки живут там и поныне. В 1848 г. здесь родился Борис Владимирович Штюрмер — председатель правительства России в 1916 г.
- Могильник фатьяновской культуры на Олочинской горе находится с северной стороны деревни Олочино на левом берегу реки Малява[28].
- В селе Высокое расположен Храм Спаса Нерукотворного Образа[29]. Частично разрушен, начата реставрация на частные пожертвования. Александр Невоструев, житель села Высокое, получил благословение от епископа Бежецкого Филарета и организовал инициативную группу, занимающуюся восстановлением Храма Архивная копия от 29 сентября 2019 на Wayback Machine.

## Люди, связанные с районом
- Абаляев, Дмитрий Петрович (26 октября 1914 — 3 октября 1986) — Герой Советского Союза.
- Алелюхин Алексей Васильевич (30 марта 1920 — 29 октября 1990) — дважды Герой Советского Союза, лётчик-истребитель (601 боевой вылет, 258 воздушных боёв, 40 сбитых лично, 17 — в группе). Похоронен в Москве на Новодевичьем кладбище.